# 藥品說明書
藥品說明書是一份放置在药品包装內部的紙質說明書，該說明書提供有关该药品成分及如何服用的信息。每个国家或地区都有自己的藥品說明書监管机构。

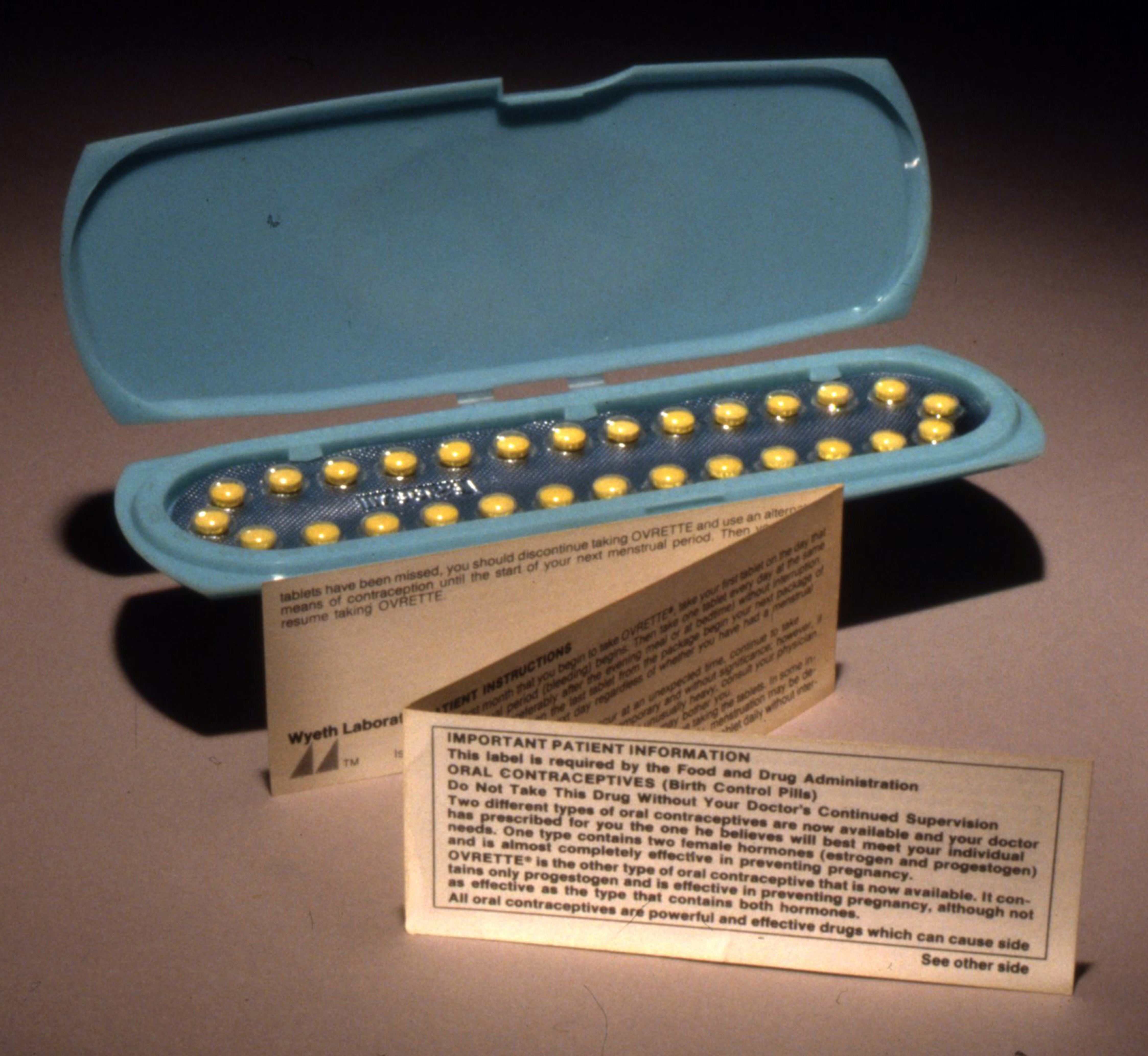
1970年的避孕药說明書